# Nederlandsche baker- en kinderrijmen

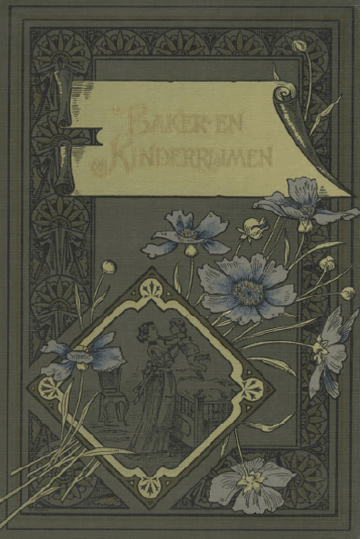
Voorkant "Nederlandsche baker- en kinderrijmen", verzameld door J. van Vloten (4e druk, Leiden 1894).

Het kinderliedboek Nederlandsche baker- en kinderrijmen verscheen in 1871 (4e vermeerderde druk in 1894). De bijna 800 kinderliedjes zijn verzameld door Johannes van Vloten (1818-1883). Het gaat om kinderliedjes uit de mondelinge overlevering, zoals ze gezongen werden in "de kinderkamer zelf". In veel gevallen verschenen deze liedjes hiermee voor het eerst in druk.
In latere drukken zijn van enkele liedjes de melodieën opgenomen, verzameld en opgetekend door M.A. Brandts Buys. De vermeerderde 4e druk verscheen postuum, tien jaar na het overlijden van Van Vloten in 1884. Bijna honderd jaar na de eerste uitgave, in 1969, werd de 4e druk ongewijzigd opnieuw uitgegeven. Hiervan verschenen tot in de jaren 90 verschillende herdrukken.

## Voorwoord

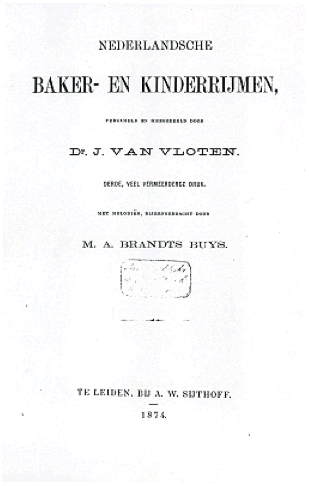
Titelblad "Nederlandsche baker- en kinderrijmen", verzameld door J. van Vloten (3e druk, Leiden 1874).

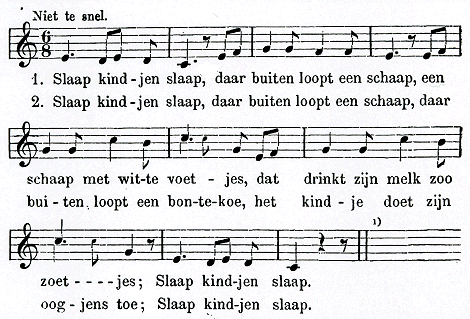
Muzieknotatie in "Nederlandsche baker- en kinderrijmen" (1874), door M.A. Brandts Buys ('Slaap, kindje, slaap', 2 coupletten).

In zijn voorwoord gaat Van Vloten in grote lijnen in op welke liedjes hij heeft verzameld en waar hij ze vandaan heeft. Hij geeft aan dat hij zich heeft gericht op het kinderleven in de kinderkamer:
En te liever neem ik dan (...) mijn toevlucht tot het levenslustig terrein, waar het kinderspel uit den aard der zaak thuis is, de kinderkamer zelf. Daar verlustig en verkwik ik mij in de volle waarheid van het kinderleven, met al zijn schijnvrije dartelheid en ongedwongen toon.
De eenvoudige rijmpjes zullen de volwassenen naar hun eigen kindertijd terugbrengen en herinneringen oproepen van hoe hun ouders hen in slaap zongen:
de onnoozele rijmen, ons van dien tijd overbekend, en waarin onze kindschheid, gelijk die onze ouders en onzer eigen kinderen, zich vermeide. Zij zongen ons in slaap, of hielden onzen geest en verbeelding levendig, begeleidden ons in onze spelen (...). Hun verzameling herroept voor onze gedachten geheel onze jeugd.
De volwassenen van dat moment zouden (een deel van) deze liedjes dus al in hun jeugd gekend en gezongen hebben, wat de minimale datering nog een twintigtal jaar naar voren zou schuiven. Van Vloten meldt dat de verzameling liedjes in de eerste druk in twintig jaar bijeen is verzameld - dus ongeveer in de periode 1851-1871. Hij geeft van de liedjes geen precieze herkomst aan. Hij roept ten slotte de lezer op om meer liedjes en versjes in te sturen:
Reeds sedert een twintig jaar werd het hier thans meegedeelde uit verschillende oorden van het land bijeengebracht; het is echter verre van volledig, en blijft zich aan ieder belangstellend lezer en lezeres, van ouder en jonger leeftijd, ter aanvulling aanbevelen.
In de 3e druk van 1874 vermeldt Van Vloten dan dat hij vele bijdragen van lezers heeft ontvangen, waardoor de bundel omvangrijker is dan de eerste druk. Hij benadrukt dat hij alleen liedjes heeft opgenomen die niet uit een gedrukt boekje komen, maar die mondeling worden overgeleverd door ouders en kinderen:
(...) hier daarentegen niets anders opgenomen is, dan wat, van mond tot mond overgeleverd, in de kinderkamer voortleefde.
Hij geeft aan dat hij niet weet hoe oud de liedjes zijn: ze kunnen al jaren, maar ook al eeuwenlang zijn doorgegeven, voordat ze voor het eerst werden opgetekend:
Van hoeveel jaren al dit mondeling voortgeplante kindergerijmel heugen mag, hoeveel eeuwen er zelfs voor enkele der meêgedeelde rijmen verliepen, sinds zij het eerst voor een kinderoor opgedreund of gezongen, uit een kindermond vernomen werden; - dat laat zich bij de minsten slechts, door deze of gene toespeling, min of meer bepalen. Van verreweg de meesten is de dagteekening geheel onzeker.

## Honderd jaarBaker- en kinderrijmen

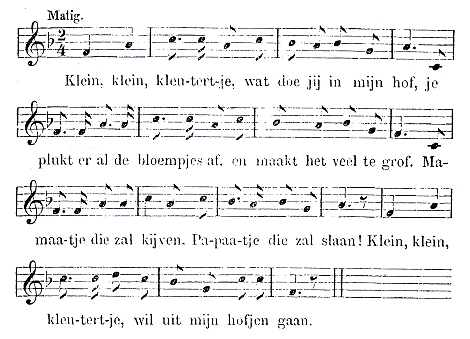
Bladmuziek in "Nederlandsche baker- en kinderrijmen" (1874), door M.A. Brandts Buys ('Klein, klein kleutertje, wat doe je in mijn hof').

Achter in de facsimile uitgave van 1969 (van de 4e, vermeerderde druk), schreef B.E. Veurman een toelichting. Hij veronderstelt dat Van Vlotens "historische belangstelling gepaard aan zijn voorkeur voor de direct aansprekende volkstaal en -literatuur" hem tot het verzamelen zal hebben gebracht. Wellicht heeft ook zijn ontmoeting met de Duitse letterkundige Hoffmann von Fallersleben hem op het idee gebracht. Veurman wijst op het ontbreken van de herkomst van de liedjes:
dat Van Vloten (...) aan de verklaring en de herkomst van zijn materiaal weinig of geen aandacht heeft gegeven.
Ook is niet duidelijk hoe hij keuzes maakte bij de totstandkoming van zijn verzameling (of hij bijvoorbeeld ook liedjes wegliet en zo ja, op welke grond).
De kinderliedbundel verscheen in een tijd dat er belangstelling ontstond voor het bestuderen van het kinderlied. Bijvoorbeeld G.J. Boekenoogen verzamelde eveneens kinderliedjes (in de periode 1891-1930) en schreef daar een artikel over in De Gids (1893). Deze wees onder meer op de brede verspreiding van volksliedjes en kinderliedjes, waarvan varianten vaak tot ver in Duitsland en Frankrijk terug te vinden zijn.
Ondanks de tekortkomingen, noemt Veurman de liedbundel "een baanbrekende studie van kinderfolklore".

## Liedjes inNederlandsche Baker- en Kinderrijmen
Voor veel traditionele kinderliedjes is Nederlandsche Baker- en Kinderrijmen de oudste vindplaats, of een van de oudste vindplaatsen. Het lied kan tientallen jaren ouder zijn, en voorlopers van het liedje kunnen zelfs honderden jaren ouder zijn, maar de uitgave geeft in ieder geval de minimale ouderdom van het liedje aan.
Voorbeelden van liedjes en varianten van liedjes in de bundel: 
- Amsterdam, die groote stad, / Is gebouwd op palen
- Bom, bam, beieren! / De koster lust geen eieren
- Daar was eens een mannetje, dat was niet wijs, / Dat bouwde zijn huisje al op het ijs
- Daar was een vrouw, / die koeken bakken zou
- Daar zat een aapje op een stokje, / Achter moeders keukendeur
- 'k Heb een rood, rood, spiegeltje gevonden, / 'k Heb het op mijn hartje gebonden
- Ik kwam laatst in een poppekraam, / Daar zag ik al die poppen staan
- In den Haag daar woont een graaf, / En zijn zoon hiet Jantje
- In spring, de bocht gaat in; / Uit spuit, de bocht gaat uit
- Klap 'reis in de handjes, blij, blij, blij! / Geef de booze bolle dan maar dij, dij, dij
- Klein, klein, kleutertje, / wat doe jij in mijn hof
- Marijken, Marijken, / Wat kost je groene thee?
- Naar bed, naar bed, zeî Duimelot, / Eerst nog wat eten, zeî Likkepot
- Slaap kindeke, slaap! / Daar buiten loopt een schaap
- Schuitje varen, / Theetje drinken
- Sprik, sprak, sprou, / Ik geef de hik an jou
- Tante Nans / Zat op een gans
- Torentje, torentje bussekruit / Wat hangt er uit?
- Twee emmertjes water halen, / Twee emmertjes pompen
- Wel, wat zeg je van mijn kippen? / Wel wat zeg je van mijn haan?
- Zwanen, witte zwanen, / Wie wil er meê naar Engeland varen?
- enz. enz.